# Stedman
Stedman es un pueblo ubicado en el Condado de Cumberland y en el estado estadounidense de Carolina del Norte. La localidad en el año 2000, tenía una población de 664 habitantes en una superficie de 3,6 km², con una densidad poblacional de 186,9 personas por km².

## Geografía
Stedman se encuentra ubicado en las coordenadas 35°0′51″N 78°41′50″O / 35.01417, -78.69722. Según la Oficina del Censo, la localidad tiene un área total de 3,6 km² (1,4 mi²), de la cual 3,6 km² (1,4 mi²) es tierra y 0 km² (0 mi²) (0.0%) es agua.

### Localidades adyacentes
El siguiente diagrama muestra a las localidades en un radio de 20 kilómetros (12,4 mi) de Stedman.

## Demografía
En el 2000 la renta per cápita promedia del hogar era de $47.321, y el ingreso promedio para una familia era de $55.294. El ingreso per cápita para la localidad era de $19.233. En 2000 los hombres tenían un ingreso per cápita de $36.250 contra $21.875 para las mujeres. Alrededor del 10.0% de la población estaba bajo el umbral de pobreza nacional.